# خیانت ملی
بر پایه قوانین کشورها، به عدم وفاداری مجرمانه اشخاص نسبت به منافع میهن خود،  خیانت بزرگ یا خیانت ملی گفته می‌شود.
شرکت کردن در جنگ علیه کشور خود، کوشش در براندازی حکومت کشور، جاسوسی در نیروهای نظامی کشور، دیپلمات‌ها یا سرویس‌های اطلاعاتی کشور برای نیروهای بیگانه و سوءقصد به رهبر یا رئیس کشور از جمله موارد خیانت بزرگ به‌شمار می‌آید.
خیانت بزرگ از جرایم سنگین به‌شمار می‌آید و کیفر آن در بسیاری کشورها مرگ است.
برای موارد و مصادیق خیانت بزرگ در قوانین اساسی و کیفری هر کشور موارد جداگانه یا مختلفی درج شده‌است.

## همچنین ببنید
همدستی با دشمن